# Кубок Казахстану з футболу 1995
Кубок Казахстану з футболу 1995 — 4-й розіграш кубкового футбольного турніру в Казахстані. Переможцем вперше став Єлимай.

## Календар
| Раунд      | Дата                      | Матчі | Клуби  |
| ---------- | ------------------------- | ----- | ------ |
| 1/8 фіналу | 9-10/14 травня 1995       | 16    | 16 → 8 |
| 1/4 фіналу | 3/14 липня 1995           | 8     | 8 → 4  |
| 1/2 фіналу | 5 серпня/2 листопада 1995 | 4     | 4 → 2  |
| Фінал      | 7 листопада 1995          | 1     | 2 → 1  |

## 1/8 фіналу
| Команда 1         | Заг.    | Команда 2     | 1-й матч | 2-й матч |
| ----------------- | ------- | ------------- | -------- | -------- |
| 9/14 травня 1995  |         |               |          |          |
| Горняк            | 1:1 (ч) | Булат         | 1:1      | 0:0      |
| Шахтар            | 2:1     | Актюбинець    | 2:0      | 0:1      |
| Цісна             | 3:5     | СКІФ-Ордабаси | 1:2      | 2:3      |
| Кайнар            | 2:6     | Єлимай        | 2:2      | 0:4      |
| Мунайши           | -:+     | Жигер         | 0:2      | -:+      |
| Тобол             | 1:1 (ч) | Ансат         | 1:1      | 0:0      |
| Батир             | 3:1     | Восток        | 3:0      | 0:1      |
| 10/14 травня 1995 |         |               |          |          |
| Тараз             | +:-     | Кайрат        | +:-      | 2:2      |

## 1/4 фіналу
| Команда 1       | Заг. | Команда 2 | 1-й матч | 2-й матч |
| --------------- | ---- | --------- | -------- | -------- |
| 3/14 липня 1995 |      |           |          |          |
| Шахтар          | 1:3  | Булат     | 1:2      | 0:1      |
| Єлимай          | 4:1  | Жигер     | 3:0      | 1:1      |
| Ансат           | -:+  | Тараз     | 0:0      | -:+      |
| СКІФ-Ордабаси   | 5:4  | Батир     | 5:1      | 0:3      |

## 1/2 фіналу
| Команда 1                 | Заг.    | Команда 2 | 1-й матч | 2-й матч |
| ------------------------- | ------- | --------- | -------- | -------- |
| 5 серпня/2 листопада 1995 |         |           |          |          |
| Тараз                     | 2:2 (ч) | Єлимай    | 2:1      | 0:1      |
| СКІФ-Ордабаси             | 5:3     | Булат     | 3:1      | 2:2      |

## Фінал
| 7 листопада 1995 |

| Єлимай           | 1:0      | СКІФ-Ордабаси |
| ---------------- | -------- | ------------- |
| Мірошниченко 87' | Протокол |               |

| Центральний стадіон, Алмати Глядачів: 1 000 Арбітр: Олександр Мазманян |